# Katerbosch
Katerbosch is een buurtschap in de Nederlandse gemeente Mook en Middelaar in de provincie Limburg.
Het ligt ongeveer één kilometer ten noordwesten van Middelaar bij de Mookerplas en vlak bij de buurtschap Heikant.

## Bezienswaardigheid
- Onze-Lieve-Vrouw-Onbevlekt-Ontvangenkapel

Dorpen: Middelaar · Molenhoek (deels) · Mook · Plasmolen

Buurtschappen: Bisselt (deels) · Heikant · Katerbosch · Riethorst

Limburg: Steden en dorpen      Nederland: Provincies · Gemeenten